# Iezoupil
Iezoupil (ukrainien : Єзупіль) est une commune urbaine de l'oblast d'Ivano-Frankivsk, en Ukraine. Elle compte 2 792 habitants en 2021.